# Niewolnictwo

Aukcja niewolników w starożytnym Rzymie

Niewolnictwo – zjawisko społeczne, którego istotą jest stosunek zależności, polegający na tym, że pewna grupa ludzi (niewolnicy) stanowi przedmiot własności innych osób, grup ludzi (rodzina, plemię itd.) lub instytucji (państwo, świątynia itp.), mogących nimi swobodnie rozporządzać. Znoszenie niewolnictwa na świecie zapoczątkował w 1794 roku rząd rewolucyjny we Francji, ogłaszając wolność niewolników w koloniach francuskich.
Niewolnictwo oznaczać może sytuację faktyczną lub prawną. W ujęciu prawnym jest ono instytucją, sprowadzającą się do tego, że niewolnik jest rzeczą, tj. przedmiotem praw rzeczowych innej osoby, i zgodnie z prawem może być zbywany, kupowany, użyczany (pożyczany), darowany, zastawiany itd. Konwencja Genewska z 1926 (patrz niżej) definiuje niewolnictwo jako stan lub położenie jednostki względem której stosowane postępowanie w całości lub w części wynikające z prawa własności, zaś handel niewolnikami oznacza i obejmuje wszelkie czynności związane ze schwytaniem, nabyciem jakiejkolwiek osoby lub rozporządzeniem nią w celu uczynienia z niej niewolnika, wszelkie czynności związane z nabyciem niewolnika w celu sprzedaży lub zamiany, wszelkie czynności dotyczące sprzedaży lub zamiany osoby nabytej dla tych celów, jak również w ogóle wszelki rodzaj handlu lub przewozu niewolników jakimikolwiek środkami transportu. Definicje te powtarza Konwencja Genewska z 1956 r. W czasach obecnych, gdy niewolnictwo zostało zakazane we wszystkich prawodawstwach świata, niewolnictwo sprowadza się do stanu, w którym niewolnik faktycznie znajduje się w sytuacji przedmiotu, stanowiącego czyjąś własność, jednak ten stan rzeczy nie jest chroniony prawem, a wręcz stanowi przestępstwo.

## Niewolnictwo jako formacja społeczna
Niewolnictwo uchodzi za jedną z najstarszych formacji społecznych; miało się ono wykształcić po rozpadzie wspólnoty pierwotnej. Do pojęcia niewolnictwa wchodzą też inne formy zależności, np. helotów spartańskich, zależnej ludności wiejskiej w majątkach świątynnych i królewskich w państwach Starożytnego Wschodu, a nawet poddaństwo chłopów w okresie feudalizmu. Niewolnictwo istniało nieprzerwanie od starożytności, aż po czasy współczesne. W teorii marksistowskiej niewolnictwo jest formacją społeczno-ekonomiczną następującą po wspólnocie pierwotnej, a przed feudalizmem.

## Pochodzenie niewolników
Niewolnicy rekrutowali się spośród jeńców wojennych, dzieci sprzedanych w niewolę przez rodziców, niewypłacalnych dłużników, osób porwanych w celu sprzedaży w niewolę (np. przez piratów), skazanych na niewolę itd. Także dzieci rodzące się z niewolników stanowiły z reguły pożytki z rzeczy i jako takie też były niewolnikami (po łac. nazywano je verna). Początkowo niewolnictwo było stanem mogącym ulec zmianie. W niektórych kulturach słowa „robotnik” oraz „niewolnik” brzmią niemal identycznie. W późniejszym okresie utarł się obraz niewolnika jako przedstawiciela mniejszości rasowej i/lub członka najniższej warstwy społecznej.

## Sytuacja prawna
Sytuacja prawna niewolników była różna w różnych krajach i okresach historycznych, jednak istota niewolnictwa sprowadza się do tego, że właścicielowi przysługuje pełnia władzy nad niewolnikiem (zazwyczaj włącznie z prawem zabicia go, po łac. ius vitae necisque). Zazwyczaj także cały majątek niewolnika stanowi własność jego pana, choć ta kwestia była rozmaicie uregulowana, np. w starożytnym Rzymie przyznano niewolnikom prawo zarządzania własnością właściciela, co pozwalało niekiedy na wykupienie się z niewoli (gdy niewolnik zwiększył wartość powierzonego peculium do oczekiwanego poziomu). Uznany winnym zabicia cudzego niewolnika musiał zapłacić właścicielowi odszkodowanie za utraconą własność. W starożytnych Atenach, a od czasów cesarza Antonina w Imperium Rzymskim, bezpodstawne zabicie własnego niewolnika było zakazane, choć nie było równe zabiciu człowieka wolnego.

## Niewolnictwo a inne formy zależności
Najważniejszą cechą wyróżniającą system niewolniczy od innych stosunków zależności (np. poddaństwa osobistego chłopów) był fakt, że niewolnik był zawsze rzeczą także z punktu widzenia państwa. Niewolnik – jako rzecz – nie posiadał żadnych obowiązków wobec państwa, zaś np. poddany chłop pańszczyźniany, znajdujący się w identycznej sytuacji faktycznej (obowiązek świadczenia przymusowej, nieodpłatnej pracy na rzecz pana) oraz bardzo zbliżonej sytuacji prawnej (możliwość sprzedaży, a nawet – w niektórych krajach i pewnych okresach historycznych, np. średniowiecznej Japonii czy przedrozbiorowej Polsce – zabicia przez pana), z punktu widzenia prawa był jednak także poddanym władcy kraju i jako taki podlegał (lub z prawnego punktu widzenia mógł podlegać) pewnym obowiązkom, jak np. płacenie podatków czy służba wojskowa. Według Jana Sowy istotną różnicą między niewolnictwem a pańszczyzną jest to, że w niewolnictwie ludźmi handlowano indywidualnie, a w przypadku pańszczyzny zazwyczaj handel prowadzono hurtowo, sprzedając całe wsie wraz z przypisanymi do nich chłopskimi rodzinami. Nie wszędzie było to jednak regułą, a w odniesieniu do poddanych pańszczyźnianych, niebędących chłopami, często w Rosji sprzedawano ich indywidualnie, bądź pojedynczymi rodzinami.

## Ekonomiczny aspekt niewolnictwa
Niewolnictwo niemal zawsze ma na celu aspekt gospodarczy – sprowadza się do zmuszania niewolnika do nieodpłatnej pracy na rzecz właściciela, choć istnieją od tej zasady wyjątki (np. niewolnice-nałożnice właściciela w starożytnym Rzymie czy w krajach islamskich). Znaczenie gospodarcze niewolnictwa było różne w różnych kulturach i okresach historycznych.
Z punktu widzenia gospodarczego niewolnictwo było krytykowane już przez Adama Smitha, który wskazywał na nieefektywność tego typu pracy. Potwierdzeniem głoszonych przez niego tez może być fakt, że po zniesieniu niewolnictwa zwiększyła się produkcja.
Ta krytyka była wznowiona przez polskiego publicystę, piszącego po francusku Teodora Korwin Szymanowskiego, który proponował w 1891 centralny bank dla Afryki i handel surowcami zamiast ludźmi.

### Niewolnictwo płacowe
Termin „niewolnictwo płacowe” opisuje zależność danej osoby od zarobków jako źródła utrzymania, zwłaszcza gdy te są niskie, warunki pracy złe oraz istnieje niewielka szansa na awans bądź zmianę zawodu. Termin jest często używany przez krytyków pracy do opisywania wyzysku i stratyfikacji społecznej. Niewolnictwo płacowe zakłada, że wybór między pracą, a śmiercią z głodu, bezdomnością czy wykluczeniem społecznym wcale nie jest wolnym wyborem. Jest uznawany za formę alienacji ustanowionej przez człowieka i opartej na relacji zniewolenia. Innymi słowy, człowiek codziennie zatrudnia swoją siłę roboczą wyłącznie aby przetrwać. Pokrewnym terminem jest „przymus ekonomiczny”, który odnosi się szerzej do sytuacji ekonomicznej danej osoby, ale jest również stosowany w odniesieniu do wykonywania pracy na rzecz innych podmiotów.
Termin „niewolnictwo” lub „praca niewolnicza” obecnie używany jest przenośnie także w odniesieniu do ciężkiej lub źle płatnej pracy, często jedynej dostępnej w danym rejonie.

## Niewolnictwo współczesne
Choć formalnie niewolnictwo zakazane jest we wszystkich krajach świata, de facto praktykowane jest bardzo szeroko. Jest to jedna z najszybciej rozwijających się gałęzi nielegalnego biznesu (obok handlu narkotykami i bronią). Organizacje antyniewolnicze szacują liczbę niewolników na 40 mln.
Współczesne niewolnictwo przybiera nowe, nieznane w historii formy. Najczęstszą formą jest dziś niewola za długi, które są „odpracowywane” z pokolenia na pokolenie, lecz odsetki rosną szybciej, niż możliwa jest ich spłata. W tego typu niewolę popadają ludzie ubodzy, którzy z powodu szczególnej sytuacji (np. choroby), są zmuszeni zaciągnąć pożyczki u lichwiarzy.
Inną formą współczesnego niewolnictwa jest handel dziećmi jako tanią siłą roboczą, uprawiany głównie w krajach Azji i Afryki, oraz międzynarodowy handel kobietami, zmuszanymi przez organizacje mafijne na całym świecie do prostytucji.
Szczególną formą jest niewolnictwo państwowe – praca przymusowa więźniów w obozach pracy i obozach koncentracyjnych – praktykowane dziś nadal na szeroką skalę w chińskich obozach laogai, a także w Birmie. Liczba tych niewolników nie jest dokładnie znana, choć szacuje się ją na wiele milionów.